# Hilara balnearia
Hilara balnearia är en tvåvingeart som beskrevs av White 1916. Hilara balnearia ingår i släktet Hilara och familjen dansflugor. Inga underarter finns listade i Catalogue of Life.